# M67火炎放射戦車

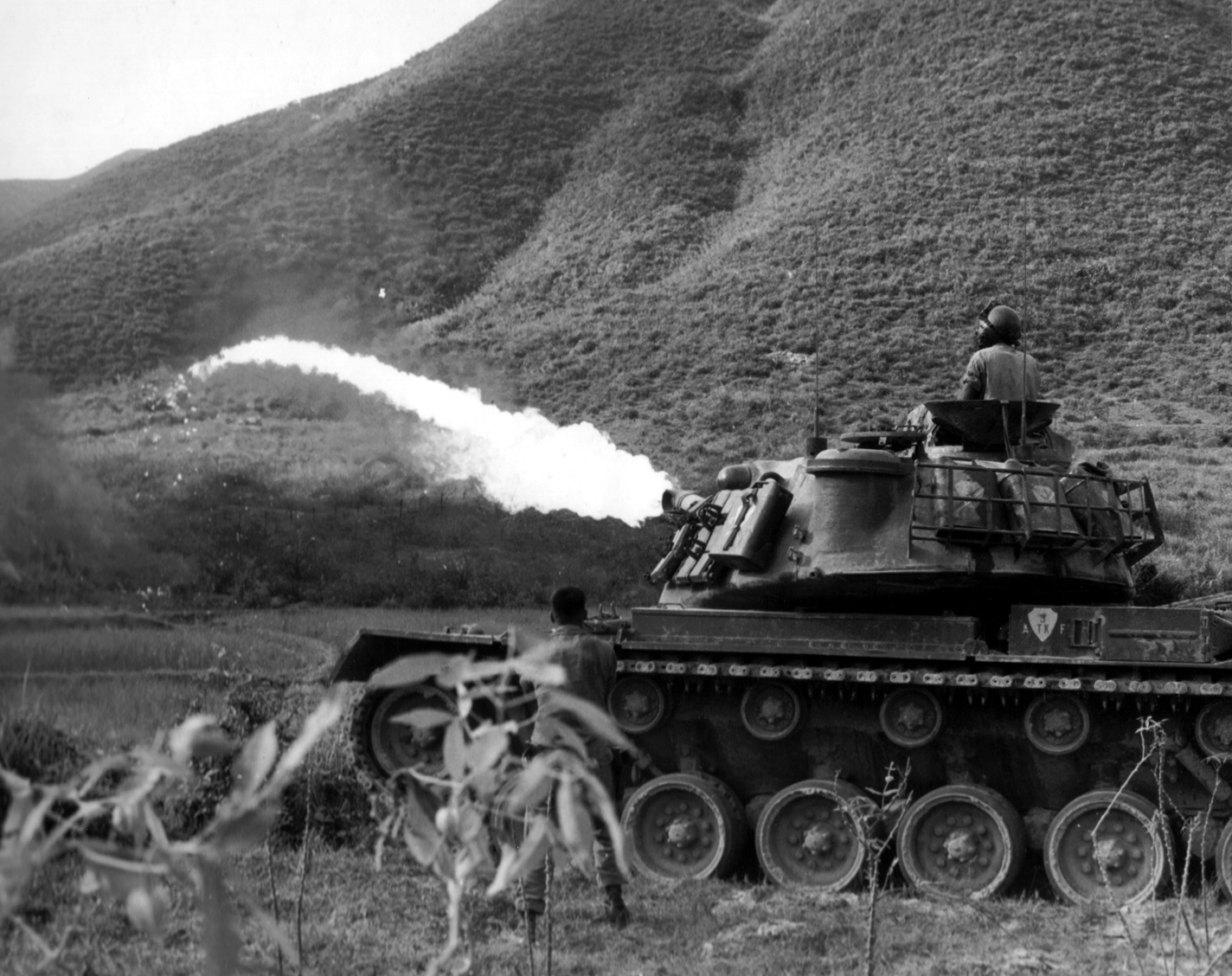
ベトナム戦争で火炎放射を行うM67

M67火炎放射戦車は、アメリカ合衆国がM48パットン主力戦車をベースに開発した火炎放射戦車である。またの名をジッポー（火炎放射の様子から）としても知られ、アメリカ陸軍で一時的に使われたのち、ベトナム戦争でアメリカ海兵隊によって使われたアメリカ軍最後の火炎放射戦車である。

## 背景と開発
第二次世界大戦中に火炎放射戦車に改造されたM4中戦車の搭乗員の経験などを元に、アメリカ陸軍は新型火炎放射戦車の制作に着手した。　
作業は1952年から1954年にかけて、アメリカ海兵隊主導のもと開発が進んだ。生産はM48の車体と砲塔を使用して1955年から生産され、合計で107両が生産された。

## 戦歴
M67は主にベトナム戦争に投入され、他の火炎放射戦車同様、歩兵の掃討などに使うことを目的としていた。だが、M67には主砲がなく、火炎放射器に取り替えられえていたので、対戦車戦闘能力はないが、連続して発射される火炎放射の様子は、生きたまま焼かれるのではないかという恐怖と、発射中の炎が「炎の棒」として敵味方に恐怖された。

## 各型
T67
M67の試験型。
M67
実戦で使用された最初のバージョン。
M67A1
M48A2に火炎放射器を搭載したモデル。
M67A2
M48A3に火炎放射器を搭載したモデル。

## 使用国
アメリカ合衆国
1955年から1974年までアメリカ陸軍及びアメリカ海兵隊にて使用。